# Parque del Soto de Entrevías
El Parque del Soto de Entrevías es una zona verde de 33.491 m² situada en el barrio de Entrevías, al sur del distrito Puente de Vallecas (Madrid, España) junto al Parque Forestal de Entrevías

## Arbolado
Posee un total de 513 unidades arbóreas. De las cuales un 21% son de olmo de Siberia, un 12% Ailanto, un 7% Castaño de indias y un 6% Cerezo-ciruelo. 
Además posee 26 unidades arbustivas. De los cuales un 27% son de Pita, un 23% de Madroño y un 15% de Formio
Por otra parte, la superficie de macizos arbustivos es de 6.870 m². Siendo un  12% de Rusco , un 10% de Lavanda y un 9% de Taray

## Accesos
- Bus EMT: 102, 111
- Cercanías: Asamblea de Madrid-Entrevías
- Bicimad